# جيمي كوبلي
جيمي كوبلي (بالإنجليزية: Jimmy Copley)‏ هو موسيقي بريطاني، ولد في 29 ديسمبر 1953 في لندن في المملكة المتحدة، وتوفي في 13 مايو 2017 في برستل في المملكة المتحدة بسبب ابيضاض الدم.

## وصلات خارجية
- جيمي كوبلي على موقع IMDb (الإنجليزية)
- جيمي كوبلي على موقع ميوزك برينز (الإنجليزية)
- جيمي كوبلي على موقع ديسكوغز (الإنجليزية)